# Róth Miksa
Róth Miksa, születési nevén Roth Miksa József (Pest, 1865. december 26. – Budapest, 1944. június 13.) magyar üvegfestő és mozaikművész.

## Pályafutása
1865-ben született Roth Zsigmond és Duller Mária gyermekeként zsidó eredetű családban. Születési utóneve csupán Miksa volt, a József nevet házasságkötését megelőző megkeresztelkedésekor kapta, keresztapja későbbi apósa, Walla József volt. Apja és nagyapja is üvegesként dolgozott. Apja műhelyében, majd külföldi tanulmányutakon sajátította el az üvegfestés mesterségét. Önálló „üvegfestészeti műintézet”-ét 1885-ben alapította. Első műterme a VII. ker. Dohány utca 10.-ben volt, azután a VIII. kerület Német utca 3.-ban, majd az ugyancsak VIII. kerületi Kender (ma Auróra) utca két, egymás melletti házában (11. és 13.) dolgozott, végül 1911-től a VII. kerület Nefelejcs utca 26.-ban működött a „Róth Miksa Császári és Királyi Udvari Üvegfestő és Mozaik Művész Műintézete”, 1939-ig. 1897-től üvegmozaik készítésével is foglalkozott. Munkáját művészi szintre emelte, stílusát kezdetben a historizmus, majd a szecesszió és az art déco illetve ezek ötvözete jellemezte. Számos hazai és külföldi elismerésben részesült: 1898-ban elsőként neki ítélték az Iparművészeti Állami Aranyérmet, az 1900-as párizsi világkiállításon ezüst, az 1902-es torinói és az 1904-ben St. Louisi (USA) világkiállításon pedig aranyéremmel tüntették ki. Idehaza megkapta a Ferenc József-rend lovagi fokozatát majd pedig a kormányfőtanácsosi címet. A mozaikkészítés technikájának megújításáért az olasz király aranyérmét nyerte el. Évtizedeken keresztül a Magyar Iparművészeti Társulat alelnöke (rövid ideig elnöke) volt, számos művész és művészetpártoló egyesületben (többek között a Steindl Céhben) tevékenykedett.
Róth Miksa 1944. június 14-én hunyt el 79 éves korában. Június 16-án temették el a törökbálinti a Walla-Róth családi mauzóleumban. A gyászmisét június 19-én tartották a budapesti Rózsák terén lévő Árpád-házi Szent Erzsébet-plébániatemplomban.

## Művei

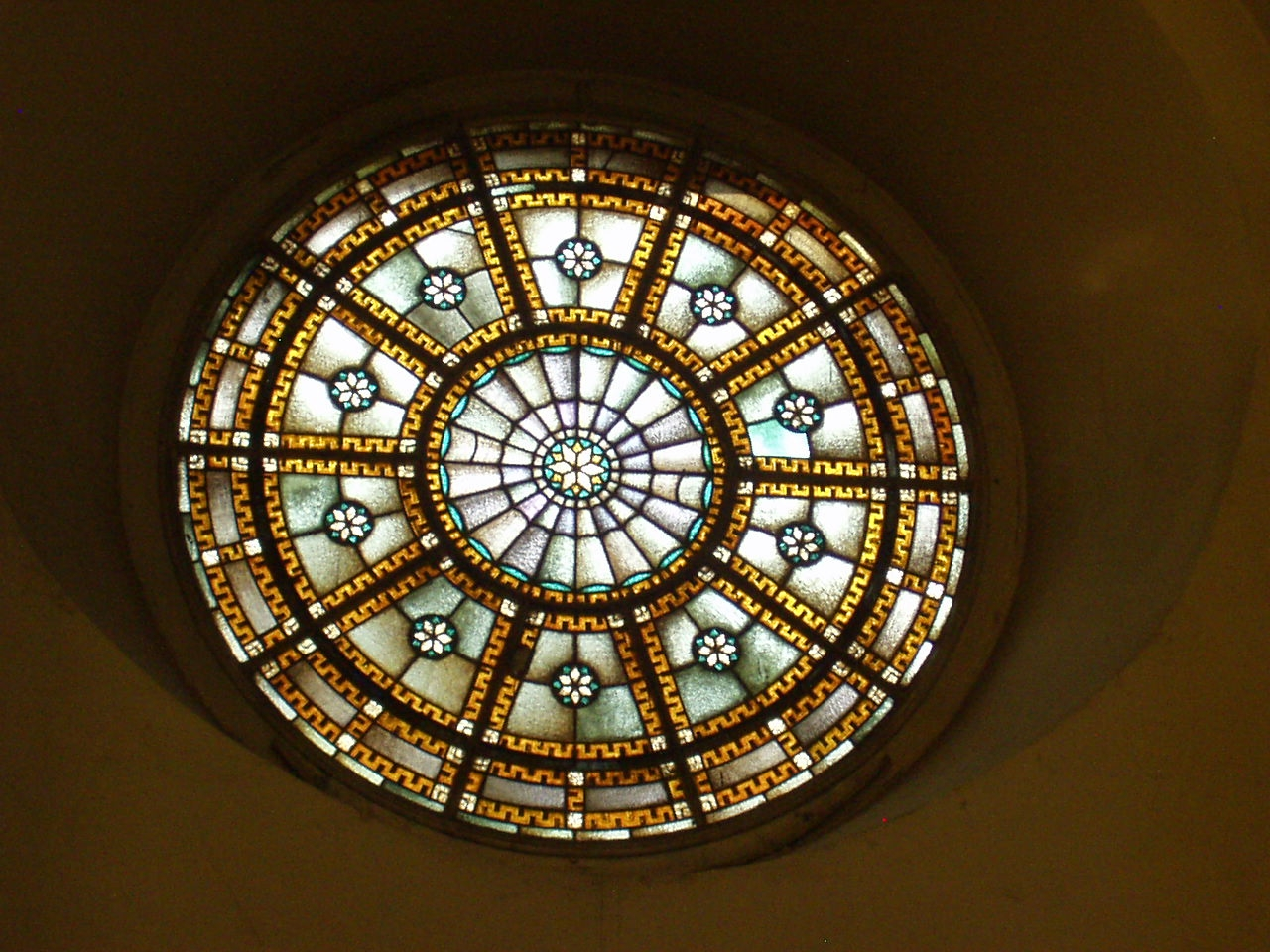
A Kálvin téri református templom egyik oldalsó üvegablaka (Budapest)

Munkái díszítik többek között az Országház, a Gresham-palota (ma szálloda), a volt Osztrák-Magyar Bank, ma Magyar Nemzeti Bank, a Zeneakadémia épületét, a szegedi Fogadalmi Templom több ablakát, a lipótmezei elmegyógyintézet, egykor Országos Tébolyda (bezárásáig Országos Pszichiátriai és Neurológiai Intézet) kápolnáját (ennek valamint a falakról eltávolított freskóknak a tervét a gödöllői művésztelep művésze, Nagy Sándor készítette), a marosvásárhelyi kultúrpalota és városháza, a szabadkai Városháza épületét, a szatmárnémeti egykori Királyi Katolikus Főgimnáziumot, a budapesti Kálvin téri református templomot, a Rózsák terén álló Árpád-házi Szent Erzsébet-plébániatemplomot, a Pannonhalmi Bencés Főapátság Szent István-kápolnáját és a Budapest-Fasori Evangélikus Gimnázium dísztermét, illetve a Fasori evangélikus templomot. A Városligeti fasor 47. szám alatt lévő Kőrössy-villa (ma: ResoArt Villa) halljában található gyönyörű szecessziós gránátalmás, íriszes színes ólomüveg ablak kompozícióját is Róth Miksa tervei alapján készítették. Ő készítette a Magyar Nemzeti Levéltár ólomüveg ablakait a települések címereivel, továbbá ő tervezte a levéltári épület ornamentikus díszítő festését valamit több bútorát és kovácsoltvas díszeinek egy részét is.

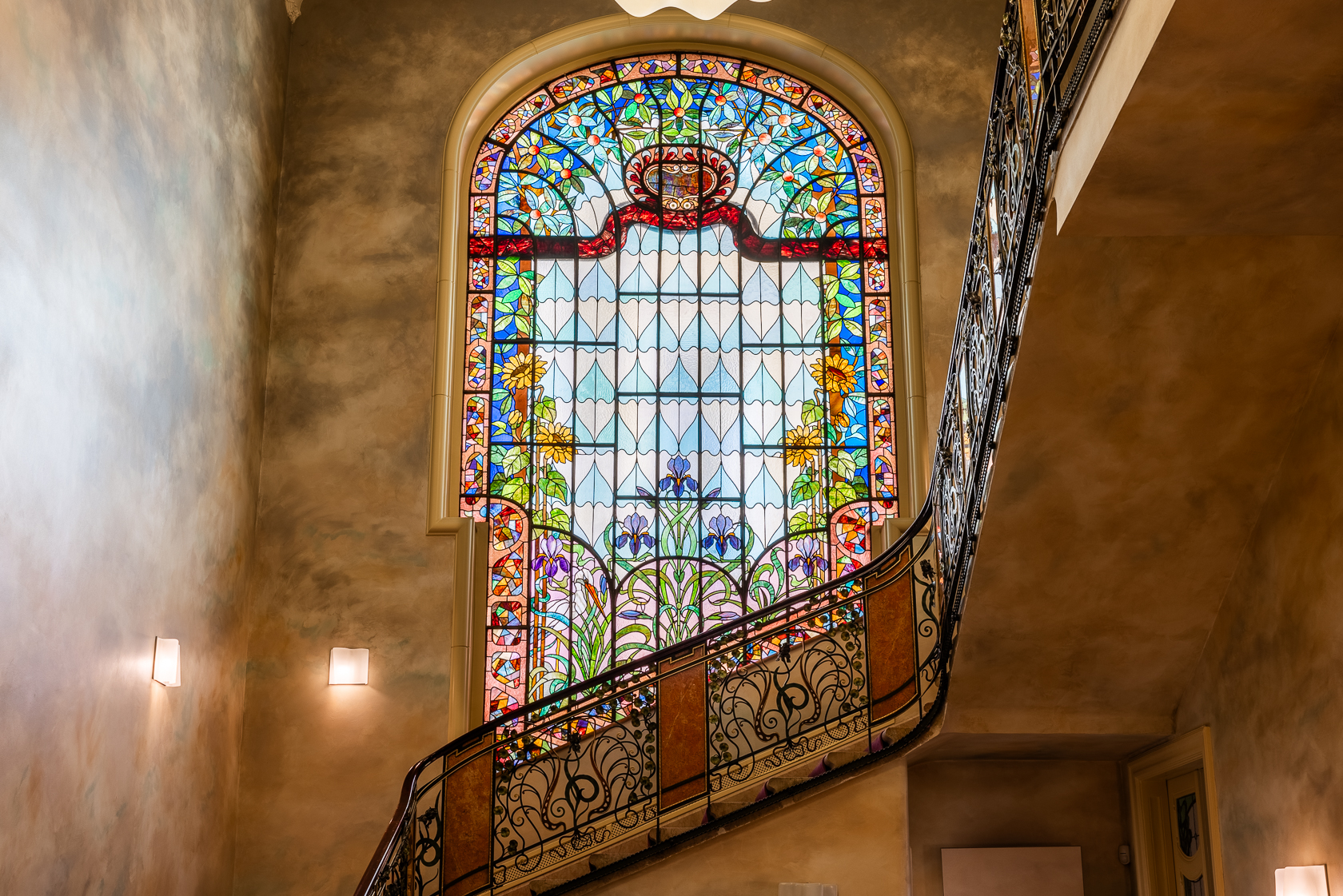
ResoArt Villa Róth Miksa ablaka, Fotós: Mohai Balázs

Számtalan alkotása azonban elpusztult a történelem során, így például az Üllői úti Örökimádás-templomba festett ablakai, a Törley-mauzóleum üvegképei – vagy az Országház kupolájának üvegfestményei (a delegációs folyosók és lépcsőházak Róth által festett ablakainak többsége azonban ma is láthatóak). A közhiedelemmel ellentétben nem maradtak fenn a Szent István-bazilikába készített üvegfestményei sem, csupán a mai Szent Jobb Kápolna néhány ablakának szegélydísze és néhány kisebb mozaik alkotás származik tőle. Megjegyzendő, hogy ő készítette a Budai Vár egykori Szent Jobb-kápolnájának üvegablakait és mozaikjait – a festett ablakok a második világháborúban elpusztultak, a mozaikokat azonban a szocializmus idején leszedték a falról és a Balatonalmádiban felépített kápolnába vitték át.
Mozaikalkotásai is közismertek: a Szervita téren (az egykori Török Bankház homlokzatán) látható Budapest legnagyobb köztéri mozaikja; Róth (Vajda Zsigmond festőművésszel közös tervek alapján) készítette a Széchenyi gyógyfürdő valamint a Deák- és a Kossuth-mauzóleum mozaikjait és a Fiumei úti temető árkádsorának mozaikjait is a Róth műterem kivitelezte.
Több munkája, így például a marosvásárhelyi Kultúrpalota és Városháza, illetve a lipótmezei kápolna is a gödöllői művésztelep művészeivel való közös munka eredményeként született meg. A Körösfői-Kriesch Aladár, Nagy Sándor és Toroczkai Wigand Ede által tervezett alkotásokat Róth Miksa kivitelezte, a lépcsőházi ablakokat valamint a Betlen Gábor tudósai körében című munkát ő is tervezte
Számos alkotása található külföldön. Így például a hágai királynői palotában, Oslóban a Fagerborg templomban, Mexikóvárosban a Teatro Nacionalban. A nyolc múzsát ábrázoló, szecessziós stílusú, kb. 180 négyzetméteres üvegkupola és a színpadnyílás körüli mozaikok tervét Maróti Géza készítette. (Róth és Maróti elkészítették színpadot a nézőtértől elválasztó „kristályfüggöny” terveit és makettjét is, azonban az első világháború miatt ennek kivitelezésével a mexikóiak Louis Comfort Tiffany cégét bízták meg). Velencében a biennálé magyar kiállítási csarnokába készített ablakai elpusztultak, az épületet díszítő, Körösfői-Kriesch által tervezett mozaikjai részben láthatóak. Korai munkája volt Milánóban a „Marsaglia-palota” számos üvegablaka.
A Semmelweis Egyetem Üllői út 78. alatti telephelyén lévő klinikák üvegablakait is ő készítette (kb. 1907), legnagyobb a Sebészeti Klinika lépcsőházának hatalmas üvegablaka.

### Néhány alkotása a Róth Miksa Emlékházból

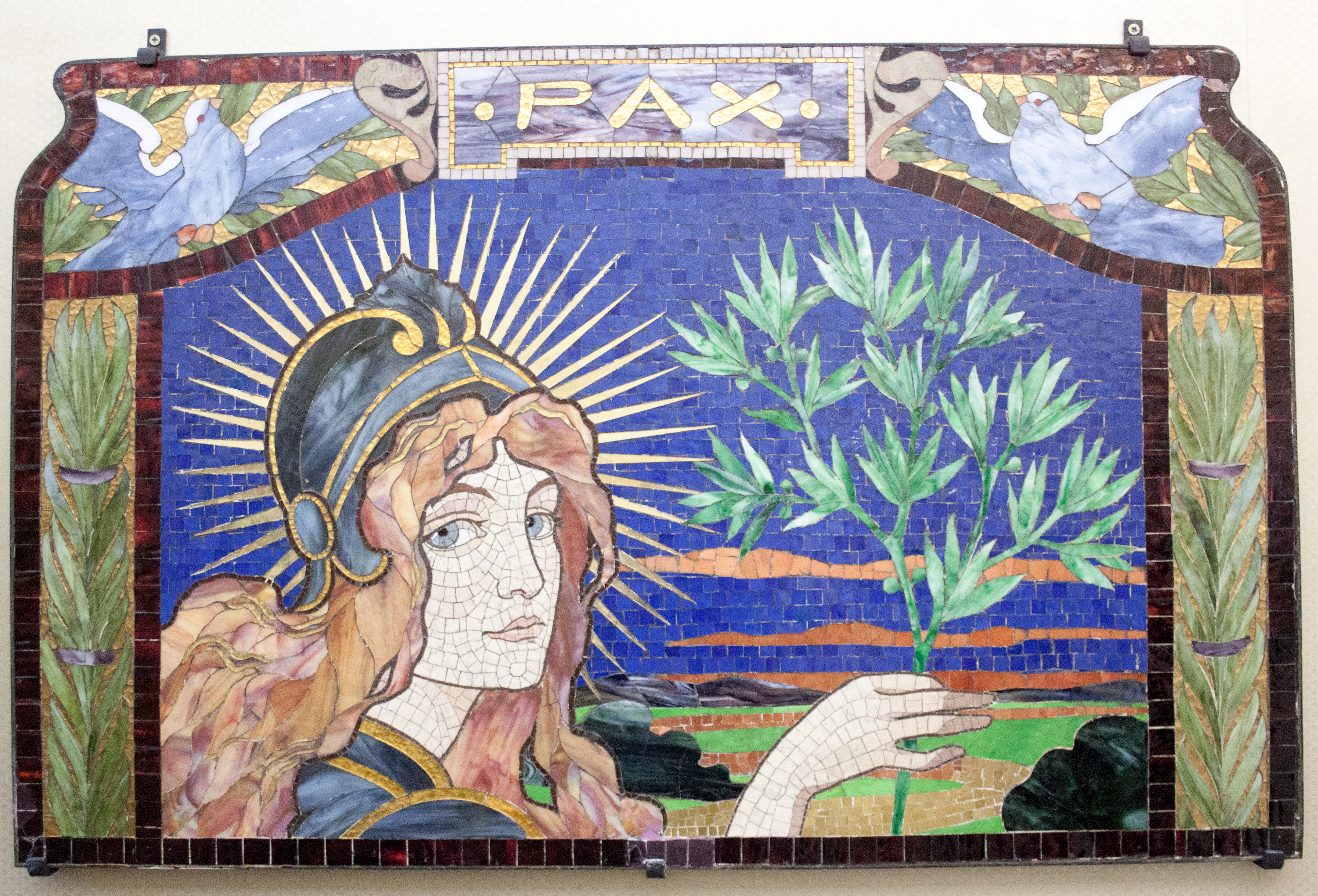
Béke című mozaikja ezüstérmet nyert az 1900-as párizsi világkiállításon
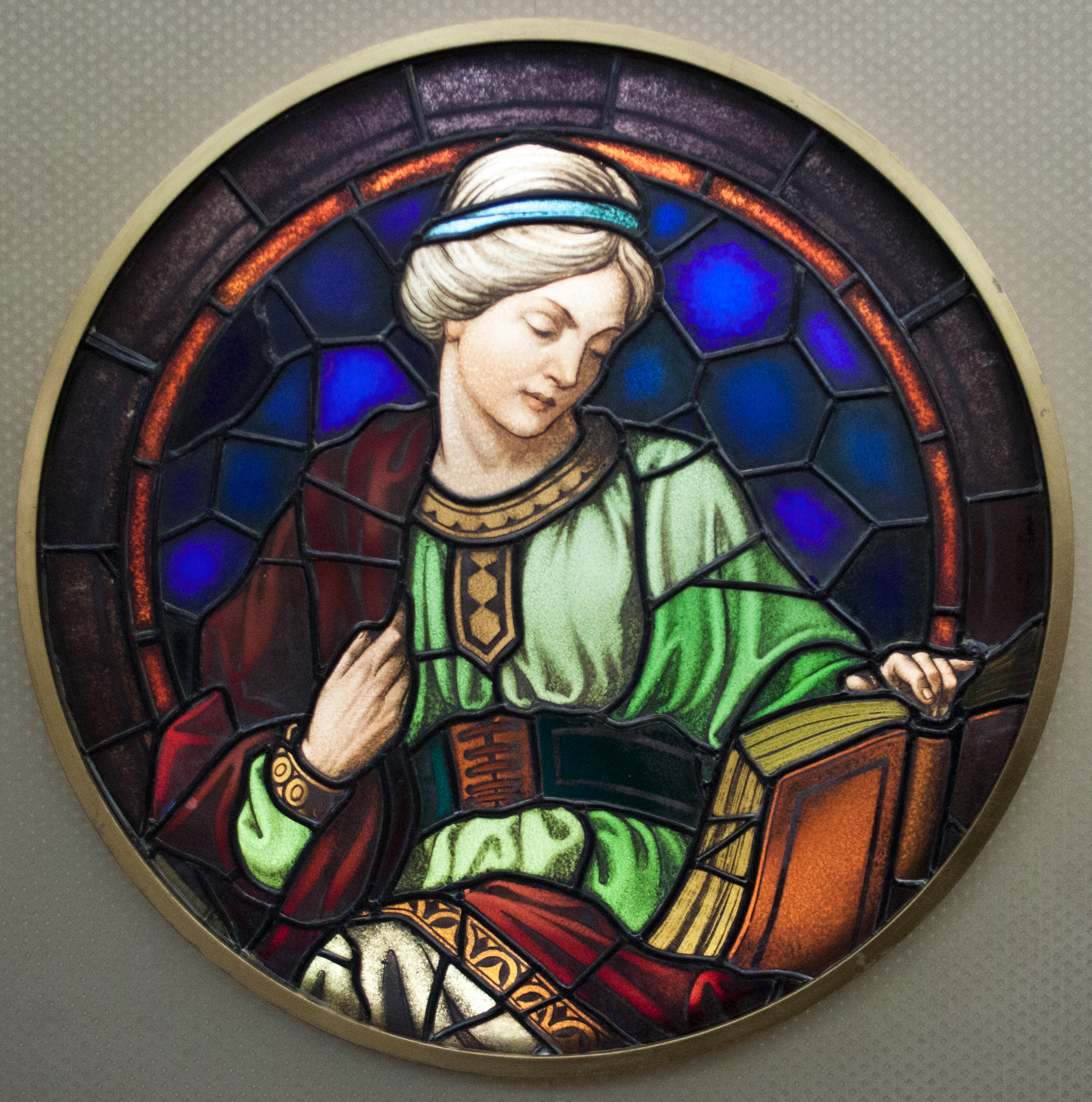
A műveltség allegóriája, 1910
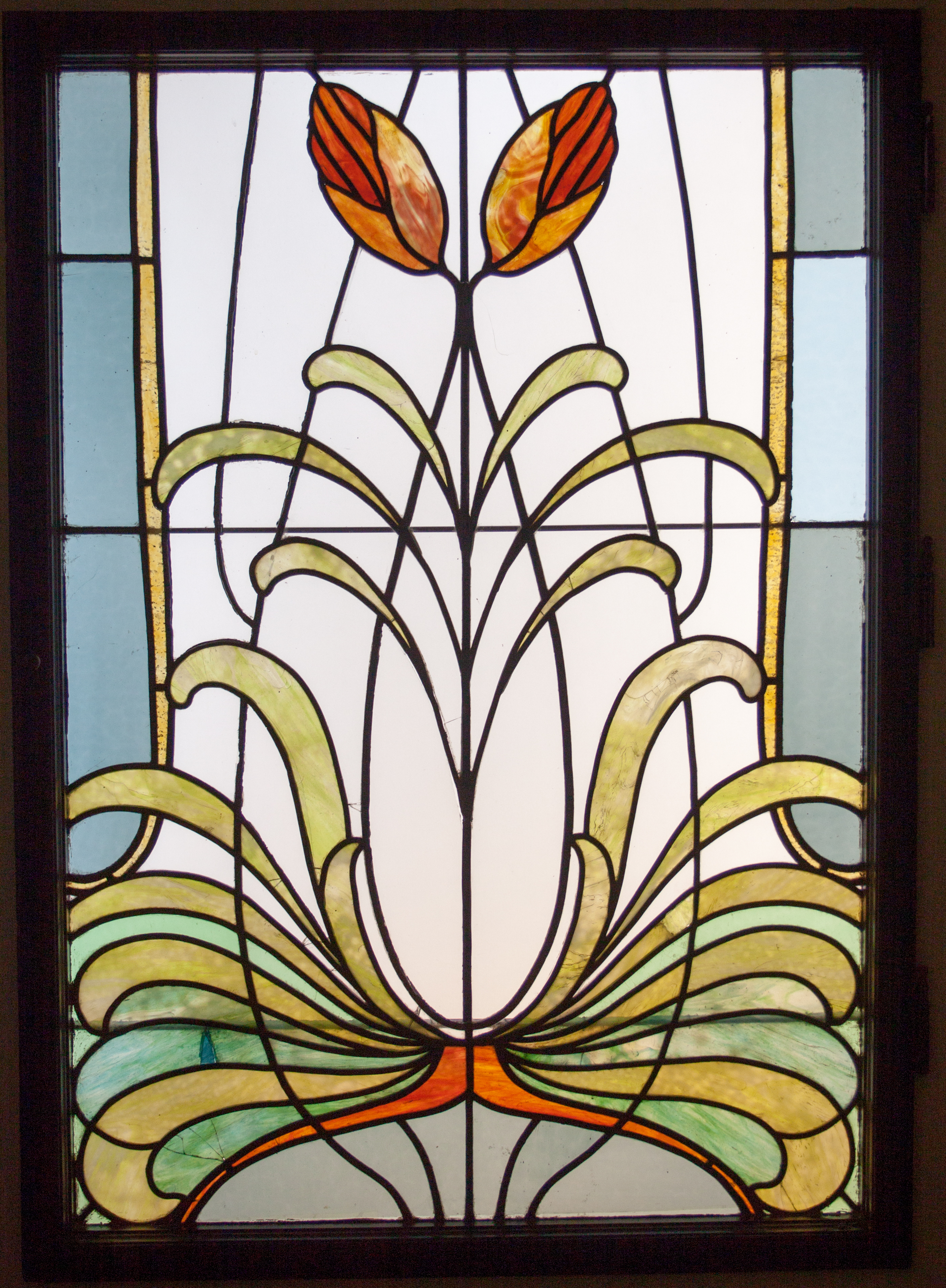
Virágdíszes ablak az Alpár-villából, 1903
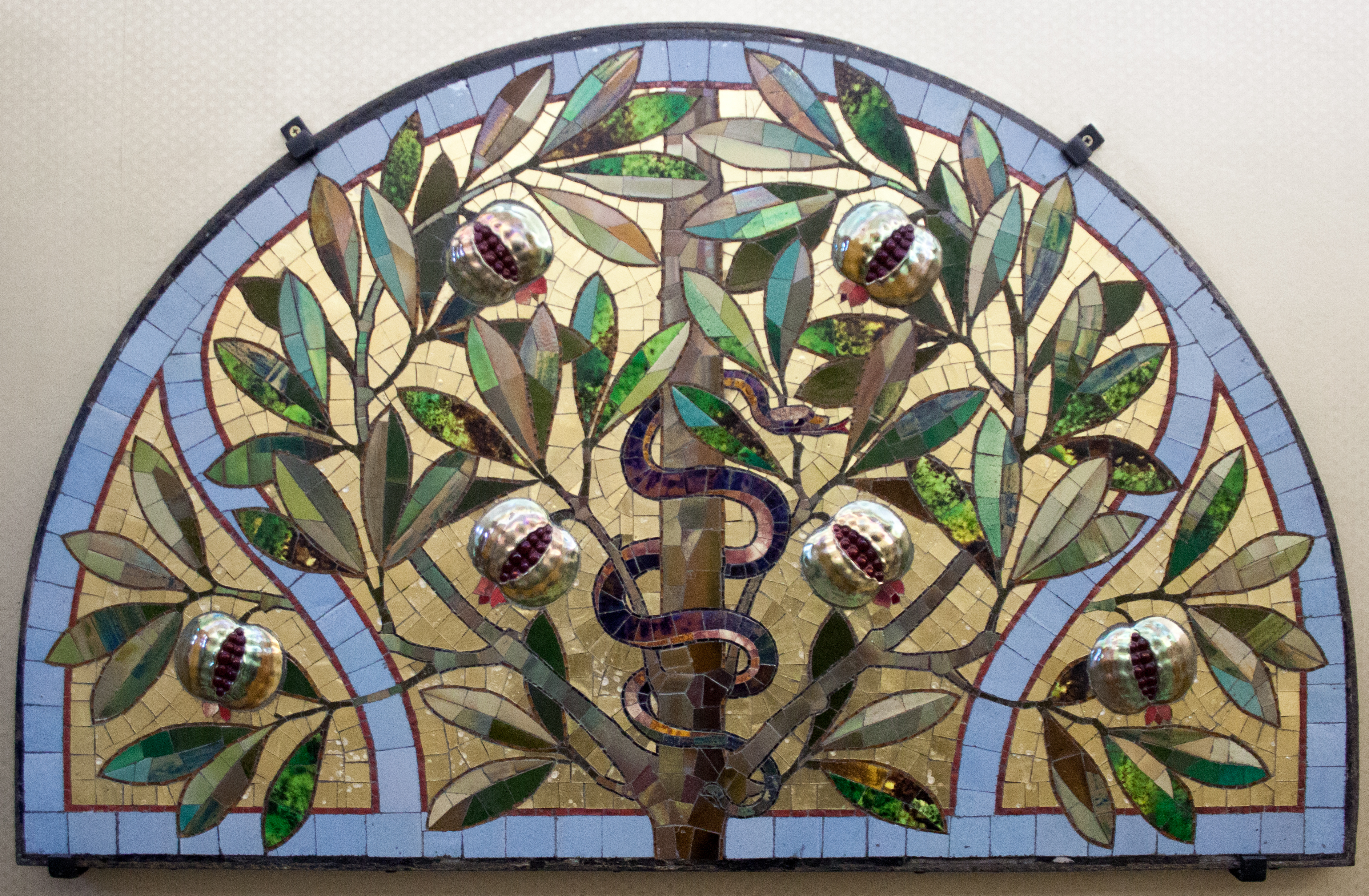
Mozaik gránátalmákkal, 1898

## Családja

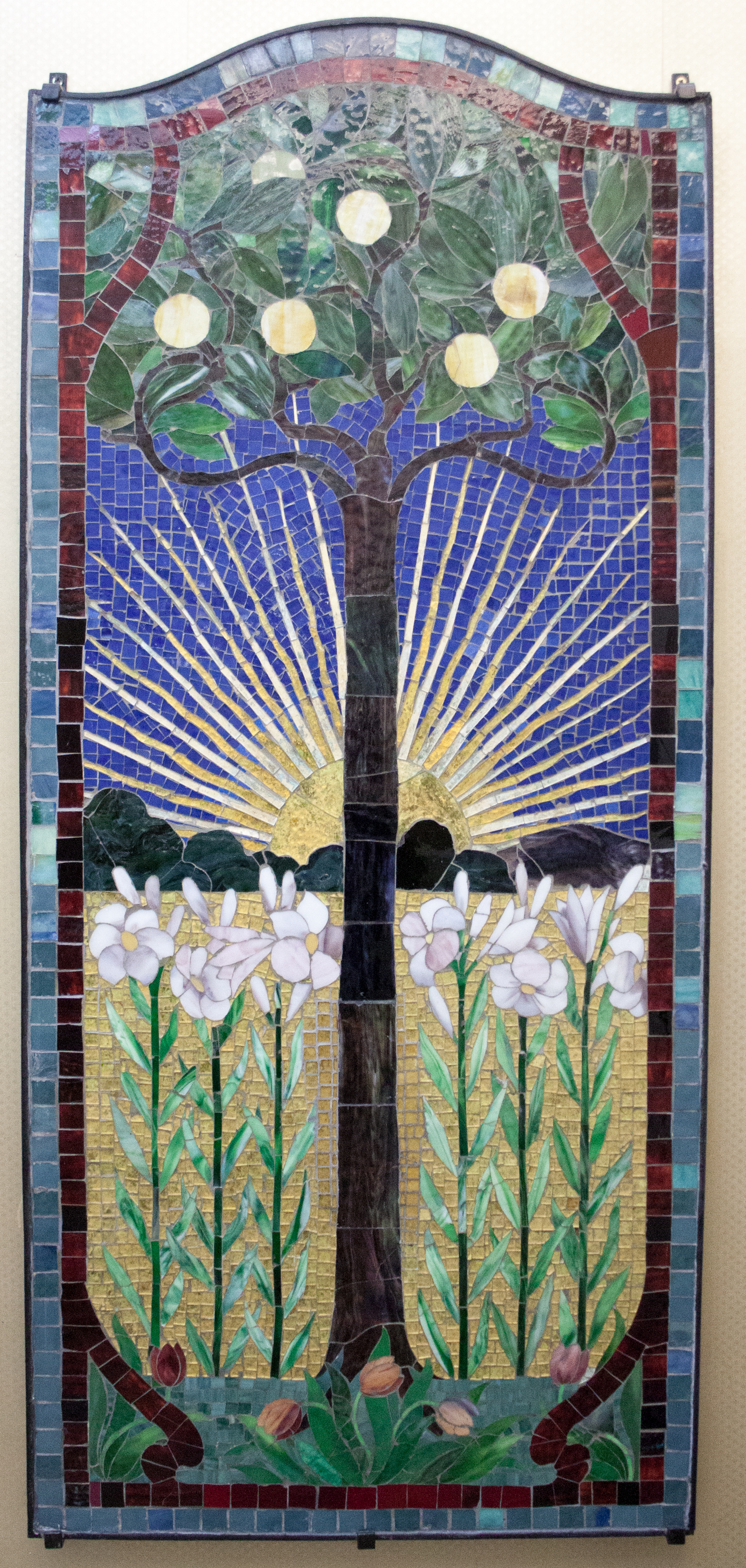
Napkelte, 1898

Miksa felesége Walla Jozefa volt, Walla József törökbálinti cementárugyáros lánya. Három gyermekük született: Amália, Erzsébet és József – akiknek ma már nem él leszármazottjuk. Üvegfestőként dolgozott Miksa öccse, Manó is, ő készítette többek között a szegedi Új Zsinagóga üvegablakait (amelyeket gyakran tévedésből Miksa műveiként tartanak számon) vagy pl. a Gellért gyógyfürdő második világháborúban elpusztult, de korabeli fényképek alapján rekonstruált, Buda halála című üvegfestményét. Másik öccse Pesti Kálmán néven színészként dolgozott. Nővérük gyermeke volt Elek Artúr, aki a Nyugat című folyóirat szerkesztőjeként dolgozott 1944-ben bekövetkezett öngyilkosságáig.

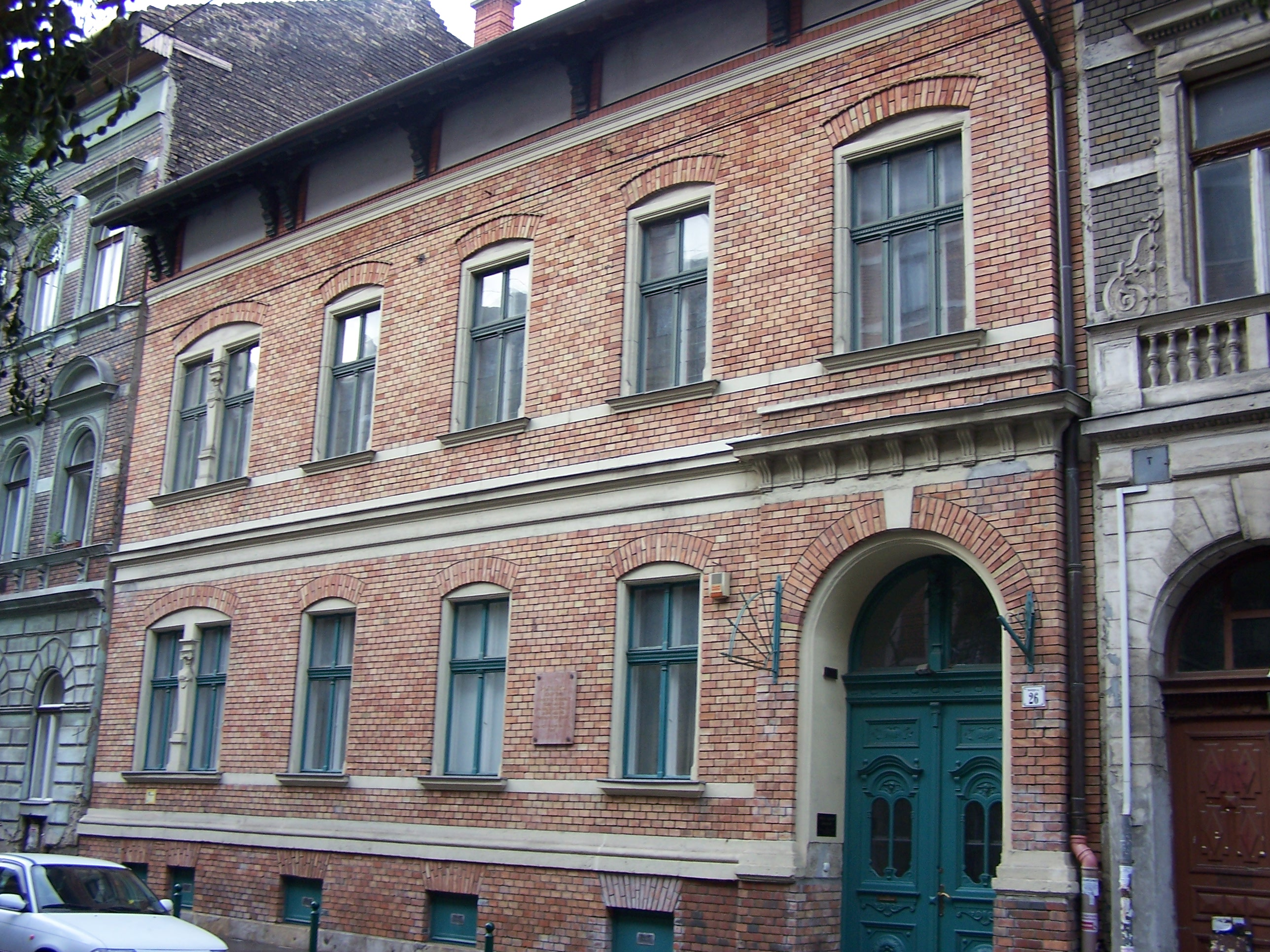
A Róth Miksa Emlékház műemlék épülete

## Könyvei
- Üvegfestészetek mintakönyve (Budapest, 1896, Kunosy Vilmos és fia műintézetéből) Megjelent az 1896-os ezredévi kiállításra
- Üvegedzések mintakönyve (Budapest, 1896, Kunosy Vilmos és fia műintézetéből)
- Róth Miksa császári és királyi udvari üvegfestő műintézete Budapest (sajtó alá rendezte Csányi Károly, nyomta a Pátria, Budapest, 1908)
- Egy üvegfestőművész az üvegfestészetről (szerzői kiadás, Budapest, 1942)
- Egy üvegfestőművész emlékei (Hungária kiadás, Budapest, 1943)
- Róth Miksa vallomásai / The confessions of Miksa Róth / Egy üvegfestőművész az üvegfestészetről / Egy üvegfestőművész emlékei; angolra ford. Megyes Andrea; Xénia, Bp., 1997

Munkáit részben a fenti helyszíneken, illetve az egykori lakóházából és műterméből kialakított múzeumban, a Róth Miksa Emlékházban (1078 Budapest, VII. Nefelejcs u. 26.) lehet megtekinteni.

## Kapcsolódó szócikk
- Magyar szabadkőművesek listája